# كونستنتين دوميترسكو
كونستنتين دوميترسكو (بالرومانية: Constantin Dumitrescu)‏ (مواليد 14 مارس عام 1931) هو ملاكم روماني، مثّل بلاده في الألعاب الأولمبية الصيفية 1956 وحقق الميدالية البرونزية في فئة وزن الويلتر الخفيف.

## روابط خارجية
كونستنتين دوميترسكو على موقع بوكس ريك (الإنجليزية) (registration required)
- كونستنتين دوميترسكو على موقع اللجنة الأولمبية الدولية (الإنجليزية)
- كونستنتين دوميترسكو على موقع أوليمبيديا (الإنجليزية)
- كونستنتين دوميترسكو على موقع اللجنة الأولمبية الرومانية (الرومانية)